# Отчаянные домохозяйки (сезон 1)
«Отчаянные домохозяйки» (англ. Desperate Housewives) — американская телевизионная трагикомедия, повествующая о жизни нескольких подруг из фешенебельного пригорода. Первый сезон сериала, производством которого занималась «Touchstone Television», стартовал в США 3 октября 2004 года. Финальная, 23-я серия вышла в эфир 22 мая 2005 года. На DVD сезон выпущен 20 сентября 2005 года.
В первой серии происходит загадочное самоубийство Мэри Элис Янг, жительницы улицы Вистерия Лейн. Живущие по соседству Сьюзан Майер, Бри Ван де Камп, Линетт Скаво и Габриэль Солис, которые были её подругами при жизни, в течение этого сезона, кроме разрешения многочисленных личных проблем, выясняют причины, заставившие Мэри Элис так поступить.

## Слоганы
- «Every woman has a dirty secret…»
- «Everybody has a dirty little secret… on Wisteria Lane!»
- «Everyone has a little dirty laundry»
- «Secrets. Romance. Murder. All On One Street»

## Сюжет
В центре событий квартет современных домохозяек, которые живут в тихом пригороде на Вистерия-Лейн и отчаянно ищут личного счастья.
Сьюзан Майер (Тери Хэтчер) осталась одна с дочерью Джули (Андреа Боуэн) после того, как муж Карл Майер (Ричард Берджи) променял её на секретаршу Брэнди (Энн Дудек). А так как Сьюзан Майер весьма часто попадает в двусмысленные и весьма комичные ситуации, её дочери приходится проявить немалую долю терпения.
Бри Ван Де Камп (Марсия Кросс) пытается сохранить разваливающийся брак и найти общий язык с сыном, как вскоре выяснилось, гомосексуалом Эндрю (Шон Пайфром) и слишком рано повзрослевшей дочерью Даниэль (Джой Лорен). Её муж Рекс (Стивен Калп) подозревает, что Бри пыталась его отравить, и, чтобы хоть как-то наладить атмосферу в доме, супруги ходят на сеансы психотерапии доктора Голдфайна (Сэм Ллойд). Попутно Бри пытается простить измену Рекса с другой отчаянной домохозяйкой, оказывающей интимные услуги, обеспеченной Мэйси Гиббонс (Шарон Лоуренс), и понять, что же толкнуло её мужа на этот шаг.
Бывшая фотомодель, а ныне неверная жена, Габриэль Солис (Ева Лонгория) вышла замуж по расчёту за богатого бизнесмена Карлоса Солиса (Рикардо Антонио Чавира). От скуки и одиночества (муж был вечно занят работой) она завела роман с несовершеннолетним садовником Джоном (Джесси Меткалф). Так и продолжалась бы её интрижка, но вот к ним приезжает погостить мать Карлоса — Мама Хуанита Солис (Люпе Онтиверос), которую вскоре, по несчастливой случайности, сбивает на машине Эндрю.
Линетт Скаво (Фелисити Хаффман) поставила крест на блестящей карьере в крупной компании, чтобы посвятить всё время воспитанию своих детей-проказников, в то время как её муж Том (Даг Севант) постоянно находится в разъездах. После нервного срыва Линетт понимает, что им крайне нужны услуги няни. Вскоре такая находится — чудо-няня Клэр (Марла Соколофф). Однако после небольшого конфуза с Томом семейству Скаво приходится отказать Клэр в работе.
Иди Бритт (Николетт Шеридан) — обворожительный агент по продаже домов — главная хищница города. Кичась своей красотой, она оплакивает одинокую жизнь и искренне не понимает, почему все остальные домохозяйки не хотят с ней дружить. Вскоре по вине Сьюзан у неё сгорает дом, и Иди приходится жить у местной сплетницы Марты Хьюбер (Кристин Эстабрук), которая начинает шантажировать Сьюзан. Но вот миссис Хьюбер пропадает, и на Вистерия-Лейн приезжает её двоюродная сестра, Фелиция Тилман (Гарриэт Сэнсом Харрис), уверенная, что той уже давно нет в живых.
Роль рассказчицы за кадром берёт на себя пятая домохозяйка — Мери Элис Янг (Бренда Стронг), которая знает все секреты обитателей квартала, но сама едва ли может толком объяснить, что побудило её одним прекрасным днём покончить жизнь самоубийством. Тайну её смерти будут ещё очень долго разгадывать главные героини, да и весь квартал. Но мало кто подозревает, что очаровательный Майк Дельфино (Джеймс Дентон), поселившийся по соседству со Сьюзан и закрутивший с ней роман, знает о Мери Элис больше, чем кажется с первого взгляда. А муж Мэри Элис, Пол (Марк Мозес), пытаясь оградить своего сына Зака (Коди Кеш) от опасности, собирается избавиться от сундука, хранившегося многие годы в доме. Содержимое которого, возможно, даст ключ к разгадке главной тайны Вистерия-Лейн.
В 1990 году Мэри Элис Янг звали Анжелой Форест. На тот момент Пол Янг уже был её мужем. Анжела работала медсестрой в одном из госпиталей в Юте (одном из штатов США), вместе с Фелицией Тиллман и очень хотела ребёнка, но была бесплодна. Однажды к ней домой приходит наркоманка Дейдра вместе со своим сыном Даной. Ей очень нужны деньги, чтобы купить еду, одежду и новую дозу. Она предлагает купить часы, но Анжела отказывает ей и просит уйти. Тогда Дейдра предлагает купить сына. Сделка состоялась…
На следующий день Дейдру без сознания привозят в госпиталь. Фелиция требует расспросить её о том. где находится её ребёнок. Анжела понимает, что, если она хочет оставить ребёнка, им с Полом нужно срочно бежать. Она видит на календаре панораму провинциального городка Фервью и решает уехать туда.
Дана назвали Заком, а Анжела сменила имя и теперь зовётся Мэри Элис Янг. Всё шло хорошо, пока однажды три года спустя Дейдра не нашла их…
Был поздний вечер. Зак уже спал. Дейдра говорила, что завязала с наркотой и теперь порядочная женщина и собирается забрать своего сына. Анжела не верит, что девушка завязала, и говорит, что не отдаст ребёнка.
Несмотря на это, Дейдра идёт в комнату Зака. Пол пытается задержать её и получает кочергой по спине.
Дейдра снова бежит в комнату Зака. Мэри Элис в ужасе. Она не знала как задержать её, пока не нащупала кухонный нож. Секунда — и Дейдра натыкается на нож и вся в крови падает на пол…
Мэри Элис осматривает руки девушки и обнаруживает, что она действительно завязала с наркотиками. Они с Полом разрезают тело Дейдры на куски, запихивают его в сундук для игрушек и закапывают на дне бассейна. На следующий день в бассейн заливают раствор и Дейдра навеки похоронена под бетоном.
Спустя многие годы, Мэри Элис получает письмо Марты и, чтобы защитить семью, сводит счёты с жизнью…
«Странное это чувство — наблюдать за теми, кто был когда-то тебе близок и дорог. За подругами столь отчаянными, сколь познавшими отчаяние. За той, что отчаянно стремится вперёд, но боится нечаянных жертв… За той, что отчаянно стремится взять у жизни всё, хотя и не знает, что же ей нужно… За той, что в отчаянной борьбе за совершенство понимает, как она сама была далека от идеала… За той, что отчаянно верит в светлое будущее, но не в силах распрощаться с прошлым… Я не только смотрю на них со стороны — я горячо за всех них болею. В надежде, что однажды они обретут своё счастье. Но мечты — мечтами, надежды — надеждами. Ведь что поделать: в реальном мире так не бывает — жизнь скупа на хэппи-энды…»

## Актёрский состав

### Основной актёрский состав
- Тери Хэтчер — Сьюзан Майер
- Фелисити Хаффман — Линетт Скаво
- Марсия Кросс — Бри Ван де Камп
- Ева Лонгория — Габриэль Солис
- Николетт Шеридан — Иди Бритт
- Бренда Стронг — Мэри Элис Янг
- Андреа Боуэн — Джули Майер
- Стивен Калп — Рекс Ван де Камп
- Рикардо Антонио Чавира — Карлос Солис
- Джеймс Дентон — Майк Дельфино
- Марк Мозес — Пол Янг
- Коди Кэш — Зак Янг
- Джесси Меткалф — Джон Роуленд

### Приглашённые актёры
- Даг Сэвант — Том Скаво
- Шон Пайфром — Эндрю Ван де Камп
- Джой Лорен — Даниэль Ван де Камп
- Брент Кинсман — Престон Скаво
- Шейн Кинсман — Портер Скаво
- Зейн Хьюэтт — Паркер Скаво
- Кристин Эстабрук — Марта Хьюбер
- Люпе Онтиверос — Хуанита «Мама» Солис
- Лесли Энн Уоррен — Софи Бреммер
- Гарриэт Сэнсом Гаррис — Фелиция Тиллман
- Сэм Ллойд — доктор Голдфайн
- Пэт Кроуфорд Браун — Айда Гринберг
- Роджер Барт — Джордж Уильямс
- Боб Гантон — Ноа Тейлор
- Ричард Раундтри — мистер Шоу
- Райан Карнс — Джастин
- Ник Чинланд — детектив Салливан
- Ричард Бёрджи — Карл Майер
- Кэтрин Джустен — Карен Маккласки
- Боб Ньюхарт — Морти Фликман
- Шэрон Лоуренс — Мэйси Гиббонс
- Марла Соколофф — Клэр
- Бретт Каллен — детектив Бёрнетт
- Элфри Вудард — Бетти Эпплуайт
- Мехкад Брукс — Мэттью Эпплуайт
- Джоли Дженкинс — Дейдра Тейлор
- Хэзер Стивенс — Кендра Тейлор
- Эмили Кристин — Эшли Буковски
- Шэннон О’Хёрли — Миссис Трусдейл

Специально прилашённые звёзды:
- Райан О’Нил — Родни Скаво
- Марли Мэтлин — Алиса Стивенс
- Джон Полито — Чарльз Скурас
- Энн Дудек — Брэнди

## Эпизоды
| № общий | № в сезоне | Название                                             | Режиссёр         | Автор сценария                                                 | Дата премьеры   | Зрители в США (млн) |
| --- | ---------- | ---------------------------------------------------- | ---------------- | -------------------------------------------------------------- | --------------- | ------------------- |
| 1 | 1          | «Pilot» «Тайны Вистерия Лейн»                        | Чарльз Макдугалл | Марк Черри                                                     | 3 октября 2004  | 21,64               |
| После самоубийства домохозяйки Мэри Элис Янг тихая улочка Вистерия-Лейн превращается в место кровавых преступлений, интриг и нераскрытых тайн. Сьюзан, Линетт, Бри и Габриэль понимают, что кто-то шантажировал их подругу, когда находят в её вещах письмо…                                                          |            |                                                      |                  |                                                                |                 |                     |
| 2 | 2          | «Ah, But Underneath» «Сюрпризы нашей жизни»          | Ларри Шоу        | Марк Черри                                                     | 10 октября 2004 | 20,03               |
| Сьюзан и хищная разведёнка Иди ведут борьбу за внимание нового соседа Майка; муж Габриэль, Карлос, подозревает, что жена ему изменяет; Брак Бри даёт трещину, а сын Мэри Элис, Зак, становится свидетелем странной сцены…                                                                                             |            |                                                      |                  |                                                                |                 |                     |
| 3 | 3          | «Pretty Little Picture» «Жизнь в страхе»             | Арлин Сэнфорд    | Оливер Голдстик                                                | 17 октября 2004 | 20,87               |
| Подруги устраивают званный вечер в честь Мэри Элис. Со Сьюзан происходит конфуз, а Габриэль и её любовника-школьника Джона видят вместе… |            |                                                      |                  |                                                                |                 |                     |
| 4 | 4          | «Who’s that Woman?» «Женские хитрости»               | Джефф Мелман     | Марк Черри и Том Спезиали                                      | 24 октября 2004 | 21,49               |
| Миссис Хьюбер догадывается, что это Сьюзан спалила дом Иди и начинает её шантажировать. Карлоса обвиняют в нетерпимости по отношению к секс-меньшинствам, а Линетт, пытаясь справиться со своими неуправляемыми сыновьями, находит спасение…                                                                          |            |                                                      |                  |                                                                |                 |                     |
| 5 | 5          | «Come in, Stranger» «Знакомые незнакомцы»            | Арлин Сэнфорд    | Александра Каннингем                                           | 31 октября 2004 | 22,14               |
| К Габриэль приезжает свекровь; у Сьюзан свидание с полицейским; Линетт пытается пристроить своих детей в частную школу, а Бри заключает соглашение с Заком… |            |                                                      |                  |                                                                |                 |                     |
| 6 | 6          | «Running to Stand Still» «Новые загадки»             | Фред Гербер      | Трейси Стерн                                                   | 7 ноября 2004   | 24,60               |
| Дочь Сьюзан, Джули, проникает в психиатрическую больницу к Заку; Габи узнаёт слабое место Хуаниты; Линетт ведёт борьбу с Мейси Гиббонс за права своих детей, а Бри пытается соблазнить мужа… |            |                                                      |                  |                                                                |                 |                     |
| 7 | 7          | «Anything You Can Do» «Цена победы»                  | Ларри Шоу        | Джон Парди и Джой Мерфи                                        | 21 ноября 2004  | 24,21               |
| Сьюзан и Иди шпионят за таинственной подругой Майка; Линетт устраивает ужин для друзей, а Рекс пытается подкупить детей дорогими подарками… |            |                                                      |                  |                                                                |                 |                     |
| 8 | 8          | «Guilty» «Чувство вины»                              | Фред Гербер      | Кевин Мерфи                                                    | 28 ноября 2004  | 27,24               |
| Пол Янг узнаёт, кто шантажировал его жену. Карлос всем говорит, что они с Габи решили завести ребёнка; у Линетт происходит нервный срыв, а в отношениях Майка и Сьюзан настаёт долгожданное прояснение… |            |                                                      |                  |                                                                |                 |                     |
| 9 | 9          | «Suspicious Minds» «Демон искушений»                 | Ларри Шоу        | Дженна Банс                                                    | 12 декабря 2004 | 21,56               |
| Габриэль организовывает показ мод; мать Джона по ошибке принимает Сьюзан за любовницу сына; Линетт ищет няню, а Джули скрывает Зака у себя в доме… |            |                                                      |                  |                                                                |                 |                     |
| 10 | 10         | «Come Back to Me» «Доверяй, но проверяй»             | Фред Гербер      | Пэтти Лин                                                      | 19 декабря 2004 | 22,34               |
| Линетт ревнует детей к новой няне; Бри узнает, что её муж Рекс изменяет ей с Мейзи Гиббонс. Габи подозревает Карлоса в занятии нелегальным бизнесом, а Иди обращается в полицию в связи с исчезновением Марты Хьюбер…                                                                                                 |            |                                                      |                  |                                                                |                 |                     |
| 11 | 11         | «Move On» «Все мы кого-то ищем»                      | Джон Дэвид Коулс | Дэвид Шульнер                                                  | 9 января 2005   | 25,20               |
| Габи подрабатывает моделью в местных магазинах; На Вистерия-Лейн переезжает сестра Марты Хьюбер, Филиция. Линетт кажется, что её муж Том флиртует с их няней. Желая отомстить Рексу, Бри назначает свидание аптекарю Джорджу, а Сьюзан вновь ссорится со своим бывшим мужем Карлом…                                   |            |                                                      |                  |                                                                |                 |                     |
| 12 | 12         | «Every Day a Little Death» «Смерть как обещание»     | Дэвид Гроссман   | Крис Блэк                                                      | 16 января 2005  | 24,09               |
| Карлос находится под домашним арестом; Иди узнаёт, кто спалил её дом, а Джордж окончательно влюбляется в Бри… |            |                                                      |                  |                                                                |                 |                     |
| 13 | 13         | «Your Fault» «Груз ответственности»                  | Арлин Сэнфорд    | Кевин Иттен                                                    | 23 января 2005  | 25,95               |
| К Линетт приезжает погостить свёкор; Сьюзан узнаёт, что Зак и Джули встречаются. Родители Джона обращаются к Габриэль с неожиданной просьбой… |            |                                                      |                  |                                                                |                 |                     |
| 14 | 14         | «Love Is in the Air» «Сила любви»                    | Джефф Мелман     | Том Спезьяли                                                   | 13 февраля 2005 | 22,30               |
| Сьюзан одолевают смешанные чувства — Майк хочет завести детей; Рекс признаётся Бри в своих сексуальных предпочтениях, а Линетт узнаёт, что её мальчишки воруют у соседей… |            |                                                      |                  |                                                                |                 |                     |
| 15 | 15         | «Impossible» «Утром ложь станет правдой»             | Ларри Шоу        | Марк Черри Том Спезьяли                                        | 20 февраля 2005 | 24,18               |
| Джастин, сосед Джона, начинает шантажировать Габи; Сьюзан узнаёт правду о Майке, а Линетт решает спасти Тома от бессонных ночей вдали от дома… |            |                                                      |                  |                                                                |                 |                     |
| 16 | 16         | «The Ladies Who Lunch» «Все любят скандалы»          | Арлин Сэнфорд    | Александра Каннингем                                           | 27 февраля 2005 | 24,08               |
| Все соседи становятся свидетелями позора Мейси Гиббонс и узнают, что Рекс был в списке её клиентов. Бри пытается пережить позор, сыновья Линетт становятся источниками распространения вшей, а Сьюзан и Иди объединяются, чтобы узнать всю правду о Поле. Тем временем, Габи пытается скрыть от подруг свои проблемы… |            |                                                      |                  |                                                                |                 |                     |
| 17 | 17         | «There Won’t Be Trumpets» «Герои нашего времени»     | Джефф Мелман     | Джон Парди Джой Мерфи                                          | 3 апреля 2005   | 24,61               |
| Линетт и Том попадают в неловкую ситуацию с другой парой — родителями одноклассницы их близнецов. Поведение Эндрю переходит все границы, и Бри с Рексом вынуждены пойти на крайние меры. Иди не нравится, что Сьюзан пошла на свидание с её строителем…                                                               |            |                                                      |                  |                                                                |                 |                     |
| 18 | 18         | «Children Will Listen» «Дети, что меняют нашу жизнь» | Ларри Шоу        | Кевин Мерфи                                                    | 10 апреля 2005  | 25,55               |
| Сьюзан в ужасе от того, что её мать хочет переехать к ней жить. Бри и Линетт ссорятся из-за разных взглядов на воспитание детей, а полиция выходит на Пола… |            |                                                      |                  |                                                                |                 |                     |
| 19 | 19         | «Live Alone and Like It» «Испытание одиночеством»    | Арлин Сэнфорд    | Дженна Банс                                                    | 17 апреля 2005  | 25,27               |
| Из-за ссоры Карлос оказывается без секса, а Габи — без денег. Майк «влипает» в очередную историю, а Линетт вынуждена ухаживать за вредной соседкой миссис Макласки… |            |                                                      |                  |                                                                |                 |                     |
| 20 | 20         | «Fear No More» «Чудо весны»                          | Джефф Мелман     | Адам Барр                                                      | 1 мая 2005      | 25,69               |
| Габи и Линетт узнают, что их мужьям есть, что скрывать. Сьюзан пытается оградить Джули от Зака, а Бри убеждает Рекса, что между ней и Джорджем ничего не было… |            |                                                      |                  |                                                                |                 |                     |
| 21 | 21         | «Sunday in the Park with George» «Наши клятвы»       | Ларри Шоу        | Кэти Форд                                                      | 8 мая 2005      | 26,10               |
| Между Фелицией и Полом назревает финальный конфликт. Габриэль оказывается перед выбором; Сьюзан пытается узнать всё о личности Майка, а Линетт решает вернуть страсть мужа… |            |                                                      |                  |                                                                |                 |                     |
| 22 | 22         | «Goodbye For Now» «Прости-прощай»                    | Дэвид Гроссман   | Джош Сентер                                                    | 15 мая 2005     | 25,28               |
| Иди пытается насолить Сьюзан; У Карлоса есть претензии к Габриэль; Джордж борется за Бри, а Фелиция предлагает Майку сделку. А на Вистерия-Лейн, тем временем, появляются новые жители… |            |                                                      |                  |                                                                |                 |                     |
| 23 | 23         | «One Wonderful Day» «Лучшее где-то там»              | Ларри Шоу        | Марк Черри, Джон Парди, Джой Мерфи, Том Спезьяли и Кевин Мерфи | 22 мая 2005     | 30,62               |
| Все тайны раскрыты, и Полу грозит опасность. Бри пытается помириться с Рексом, а Зак берёт Сьюзан в заложники… |            |                                                      |                  |                                                                |                 |                     |